# 1Q87
"1Q87"은 대한민국의 래퍼 넉살의 두 번째 정규 음반이다. 2020년 9월 30일 지니뮤직과 스톤뮤직 엔터테인먼트를 통해 발매되었다. 2016년에 발매한 첫 정규 음반 "작은 것들의 신" 이후 4년 만에 내는 음반이며, 총 12곡으로 이루어져 있다. 넉살은 가사가 없는 'Crack Kidz (Interlude)'를 제외하고는 전곡 작사에 참여하였으며, 우원재, ODEE, 개코, 던밀스, 로스, 화지, 거미, 드비타 등이 피처링에 참여하였다.
제목 "1Q87"의 의미는 무라카미 하루키의 소설 《1Q84》에 자신이 태어난 해인 1987년을 합쳐서 만들었다. 음반을 발매하기 2주일 전인 9월 13일에 'AM I A SLAVE'가 발매되었고, 음반과 함께 'BAD TRIP', 'AKIRA', '추락'까지 트리플 타이틀 곡 형식으로 음반을 발매하였다.

## 배경
넉살은 2016년 2월 "작은 것들의 신"을 발매하고, 자신이 이전에 원했던 목표 중 하나인 랩으로 돈을 벌기 시작하면서 새로운 환경에 적응하는 기간동안 일종의 슬럼프를 겪게되었고, 이에 3년간 음반에 담을만한 이야기가 없어 음반 제작이 늦어졌다고 언급하였다. 이어서 넉살은 "적응이 조금 된 시기에 과거의 나와 현재의 나를 잇는 자전적인 음반을 발매한 것"이라고 밝혔다.
본래 음반의 제목은 자신이 태어난 해인 1987년을 본따 "1987"이 될 예정이었으나, 동명의 한국 영화가 존재하고, 임팩트가 약하다고 생각하여 무라카미 하루키의 소설 《1Q84》에서 착안해 현재의 제목으로 변경하였다.

## 구성

### 수록곡
"1Q87"의 첫 곡이자 타이틀곡 중 하나인 'BAD TRIP'은 넉살이 어린 시절을 보내고, 자아가 형성됐으며, 힙합을 해야겠다는 꿈을 가졌던 곳인 연희동에 관한 노래이다. 멜로디는 전자건반 루프와 거친 베이스로 노래가 진행된다. 이어지는 곡인 'AM I A SLAVE'에서는 글리치 합 비트에 전자음 루프, 셰이커 등을 사용하였다. 가사에서는 현실과 과거를 교차해 돌아보면서, 자신의 성공한 현재 상황을 노예에 비유하였다.

## 평가
| 전문가 평가  | 전문가 평가 |
| 평가 점수    | 평가 점수   |
| 출처         | 점수        |
| ------------ | ----------- |
| 이즘         | [ 7 ]       |
| 온음         | 6/7         |
| 힙합플레이야 | 8/10        |
| 리드머       | [ 6 ]       |

"1Q87"은 음악 평단으로부터 대부분 호평을 받았다. 이즘의 김도헌은 제목의 모티브가 된 소설 《1Q84》와 더불어 조지 오웰의 소설 디스토피아 소설인 "1984년"과도 가깝다고 말하며 별 다섯 개 만점 중 세 개 반을 부여하였다. 또한 이어서 뮤지션으로서의 넉살의 정체성을 다시금 각인하는 것도 있다고 하면서 "모노 톤의 물음표로부터 출발하여 굳은 느낌표로 각인된다"라고 하였다. 온음의 컬러링시안은 7점 중 6점을 주며 음반을 주었다.

### 순위
| 매체         | 부문                                         | 순위      | 출처   |
| ------------ | -------------------------------------------- | --------- | ------ |
| 리드머       | 2020 국내 랩/힙합 베스트 10                  | 9         | [ 9 ]  |
| 힙합플레이야 | 2020 하반기 국내힙합 주요앨범 결산           | 순위 없음 | [ 10 ] |
| 힙합플레이야 | 컨트리뷰터 Daytona의 2020년 힙합 앨범 Top 15 | 순위 없음 | [ 11 ] |

### 수상
| 시상식           | 부문                | 결과      | 출처   |
| ---------------- | ------------------- | --------- | ------ |
| 한국 힙합 어워즈 | 올해의 힙합 앨범    | 발표 예정 | [ 12 ] |
| 한국대중음악상   | 최우수 랩&힙합-음반 | 발표 예정 | [ 13 ] |

## 트랙 리스트
| #            | 제목                          | 작사         | 작곡                       | 프로듀서      | 재생 시간 |
| ------------ | ----------------------------- | ------------ | -------------------------- | ------------- | --------- |
| 1.           | 〈BAD TRIP〉                  | 넉살         | 버기                       | 버기          | 3:20      |
| 2.           | 〈AM I A SLAVE〉              | 넉살 우원재  | 버기                       | 버기          | 2:48      |
| 3.           | 〈WON〉 (ft. 우원재, ODEE)    | 넉살 개코    | 홀리데이                   | 버기          | 3:23      |
| 4.           | 〈AKIRA〉 (ft. 개코)          | 넉살         | 버기 개코                  | 버기          | 3:10      |
| 5.           | 〈Crack Kidz (Interlude)〉    |              | 프레디 카소                | 프레디 카소   | 1:10      |
| 6.           | 〈Dance Class〉               | 넉살         | 프레디 카소                | 프레디 카소   | 2:35      |
| 7.           | 〈연희동 BADASS〉             | 넉살         | 일루이드 할러              | 일루이드 할러 | 3:38      |
| 8.           | 〈브라더〉 (ft. 던밀스, 로스) | 넉살 던밀스  | 버기 헨리 잔트 오브리 존슨 | 홀리데이      | 3:35      |
| 9.           | 〈나〉                        | 넉살         | 프레디 카소                | 프레디 카소   | 2:55      |
| 10.          | 〈거울〉 (ft. 화지)           | 넉살 화지    | 코드 쿤스트 화지           | 코드 쿤스트   | 3:40      |
| 11.          | 〈너와 나〉 (ft. 거미)        | 넉살 벤      | 코드 쿤스트 벤             | 코드 쿤스트   | 3:10      |
| 12.          | 〈추락〉 (ft. 드비타)         | 넉살 드비타  | 돈 싸인 드비타             | 돈 싸인       | 3:15      |
| 총 재생 시간 | 총 재생 시간                  | 총 재생 시간 | 총 재생 시간               | 총 재생 시간  | 36:39     |

## 차트
| 차트 (2020)      | 최고 순위 |
| ---------------- | --------- |
| 한국 (가온 차트) | 31        |